# Pterolophia gabonica
Pterolophia gabonica är en skalbaggsart som beskrevs av Stefan von Breuning 1938. Pterolophia gabonica ingår i släktet Pterolophia och familjen långhorningar.
Artens utbredningsområde är Gabon. Inga underarter finns listade i Catalogue of Life.